# Milivoje Novakovič
Milivoje Novakovič (født 18. maj 1979 i Ljubljana, Jugoslavien) er en slovensk tidligere fodboldspiller, der spillede som angriber. Han var blandt andet tilknyttet ASK Voitsberg, SV Mattersburg og LASK Linz, samt bulgarske Litex Lovetj og tyske FC Köln.

## Landshold
Novakovič nåede 80 kampe og 32 scoringer for Sloveniens landshold, som han debuterede for i 2006. Han repræsenterede sit land ved VM i 2010 i Sydafrika.